# Иванова, Нанули Викторовна
Нану́ли Ви́кторовна Ивано́ва (род. 27 января 1958, Телави) — советский, украинский и российский офтальмолог. Доктор медицинских наук (2005), профессор (2007). Врач-офтальмомикрохирург высшей категории. Заведующая кафедрой офтальмологии Крымского медицинского университета (2006—2014). Директор Медицинской академии имени С. И. Георгиевского (2014—2018).

## Биография
Родилась 27 января 1958 года в Телави.
Окончила Крымский медицинский институт (1983). Прошла интернатуру в глазном отделении 2-й городской клинической больницы Симферополя (1983—1984). Работала врач-окулистом Центральной районной больницы Белогорска (1984—1985), а затем во 2-й и 3-й детских поликлиниках Симферополя (1986—1987). С 1987 по 1989 год являлась врачом-офтальмологом 6-й городской поликлиники Симферополя. В 1991 году получила должность врача-ординатора Республиканской клинической больницы им. Н. А. Семашко, где проработала восемь лет.
В 1999 году защитила кандидатскую диссертацию «Патогенетическое обоснование применения препарата мирамистина при лечении хронических конъюнктивитов» в специализированном совете при Институте глазных болезней и тканевой терапии им. В. П. Филатова НАМН Украины. Научным руководителем выступила доктор медицинских наук, профессор Надежда Боброва. После этого Иванова стала ассистентом кафедры глазных болезней Крымского медицинского университета.
В 2001 году стала доцентом кафедры глазных болезней Крымского медицинского университета. В 2004 году защитила докторскую диссертацию «Патогенетическая роль половых стероидных гормонов и фибронектина при посттравматическом репаративном процессе в глазу и эффективность коррекции их нарушений» в Институте им. Филатова диссертацию (также под руководством Бобровой).
В 2005 году становится профессором кафедры, а с апреля 2006 года являлась заведующей кафедрой офтальмологии Крымского медицинского университета.
После аннексии Крыма Россией правительство Российской Федерации включило Крымский медицинский университет в новообразованный Крымский федеральный университет имени В. И. Вернадского как Медицинскую академию. Новым директором вуза приказом ректора КФУ Сергея Донича от 27 августа 2014 года была назначена Нанули Иванова. Иванова оставалась директором академии до января 2018 года, когда её на посту директора сменил Евгений Крутиков.
Вместе с супругом является владельцем «Клиники глазных болезней профессора Ивановой» в Симферополе.

## Научная деятельность
В сферу научных интересов входит исследования травм глаза, иммуно-эндокринные нарушения при офтальмологических патологиях, диабетическая ретинопатия и нейроофтальмология.
Член-корреспондент Крымской академии наук. С 2006 по 2014 год входила в специализированный учёный совет по специальности «офтальмология» при Институте Филатова. Член редакционных коллегий журналов «Морская медицина», «Таврический медико-биологический вестник» и «Крымский журнал экспериментальной и клинической медицины». Ранее входила в редакционные коллегии журналов «Офтальмология Восточная Европа» и «Архив офтальмологии Украины»
Автор более 200 научных статей, 7 патентов и авторских свидетельств. Под её руководством успешно прошли защиту два кандидата наук. Участвовала в международных конгрессах и конференциях

## Общественная деятельность
Председатель Общества офтальмологов Крыма и Ассоциации офтальмологов Крым.
Является членом Европейской ассоциации офтальмологов, Европейской ассоциации катарактальных и рефракционных хирургов, Европейской ассоциации глаукоматологов, Ассоциации офтальмологов Украины, Ассоциации глаукоматологов и нейроофтальмологов Украины, Межнационального экспертного совета по глаукоме и возрастной макулодистрофии, президиума Российского офтальмологического общества, экспертного совета Российского общества глаукоматологов, возрастной макулодистрофии и ретинологов.

## Награды и звания
- Почётная грамота Совета Министров Автономной Республики Крым (2008)[2]
- Почётная грамота Президиума Верховного Совета Автономной Республики Крым (2013)[2]
- Почётное звание «Заслуженный врач Республики Крым» (2016)[8]

## Семья
Супруг — Игорь Исаакович Иванов (род. 1960), акушер-гинеколог, доктор медицинских наук, профессор. Приходится сыном Маргариты Ивановой, педиатра и курортолога, доктора медицинских наук, профессора.
С супругом познакомилась на втором курсе института. Вместе воспитали двоих детей.

## Работы
- Практикум по глазным болезням: для самостоятельной внеаудиторной работы студентов пятого курса. Симферополь, 2004. 125 с. (в соавторстве с О. А. Кот, Л. В. Кучеренко)
- Офтальмология: учебное пособие. Киев: Медицина, 2011. 447 с. (в соавторстве с Г. Д. Жабоедовым, Р. Л. Скрипником, Т. В. Бараном)
- Межнациональное руководство по глаукоме. Т. 1: Диагностика и динамическое наблюдение за пациентами с глаукомой. Минск: Альтиора — живые краски, 2013. 110 с. (в соавторстве с Е. А. Егоровым)
- Межнациональное руководство по глаукоме. Т. 2: Клиника глауком. М.: Офтальмология, 2016. 184 с. (в соавторстве с Е. А. Егоровым)